# Palpares decaryi
Palpares decaryi är en insektsart som beskrevs av Luisa Eugenia Navas 1924. Palpares decaryi ingår i släktet Palpares och familjen myrlejonsländor. Inga underarter finns listade i Catalogue of Life.